# 에이시안 트레져스
《에이시안 트레져스》(영어: Asian Treasures)는 2007년 방영된 필리핀의 드라마이다.